# トランスメトロ

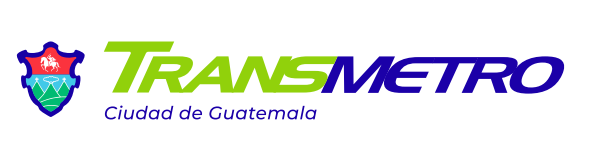
トランスメトロのロゴ

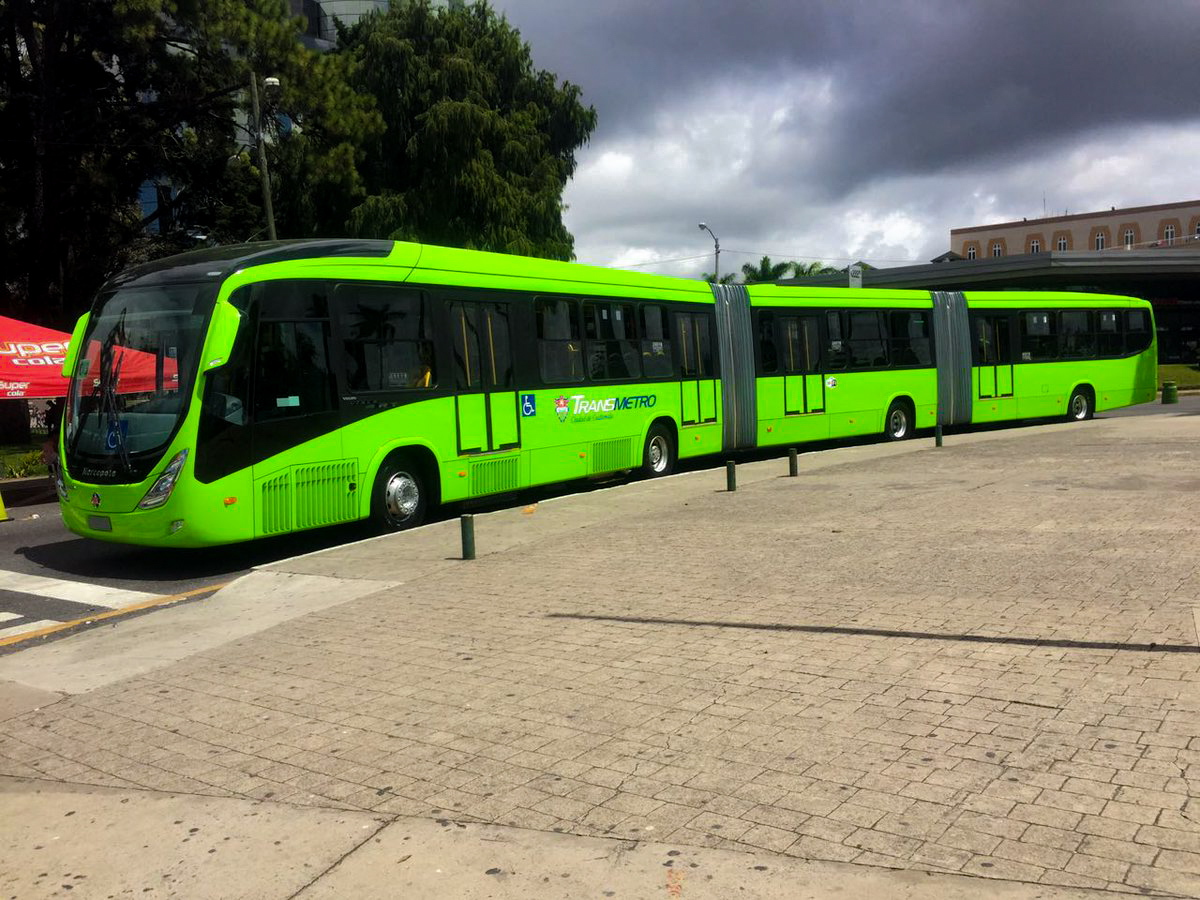
トランスメトロ急行サービス用二連節バス

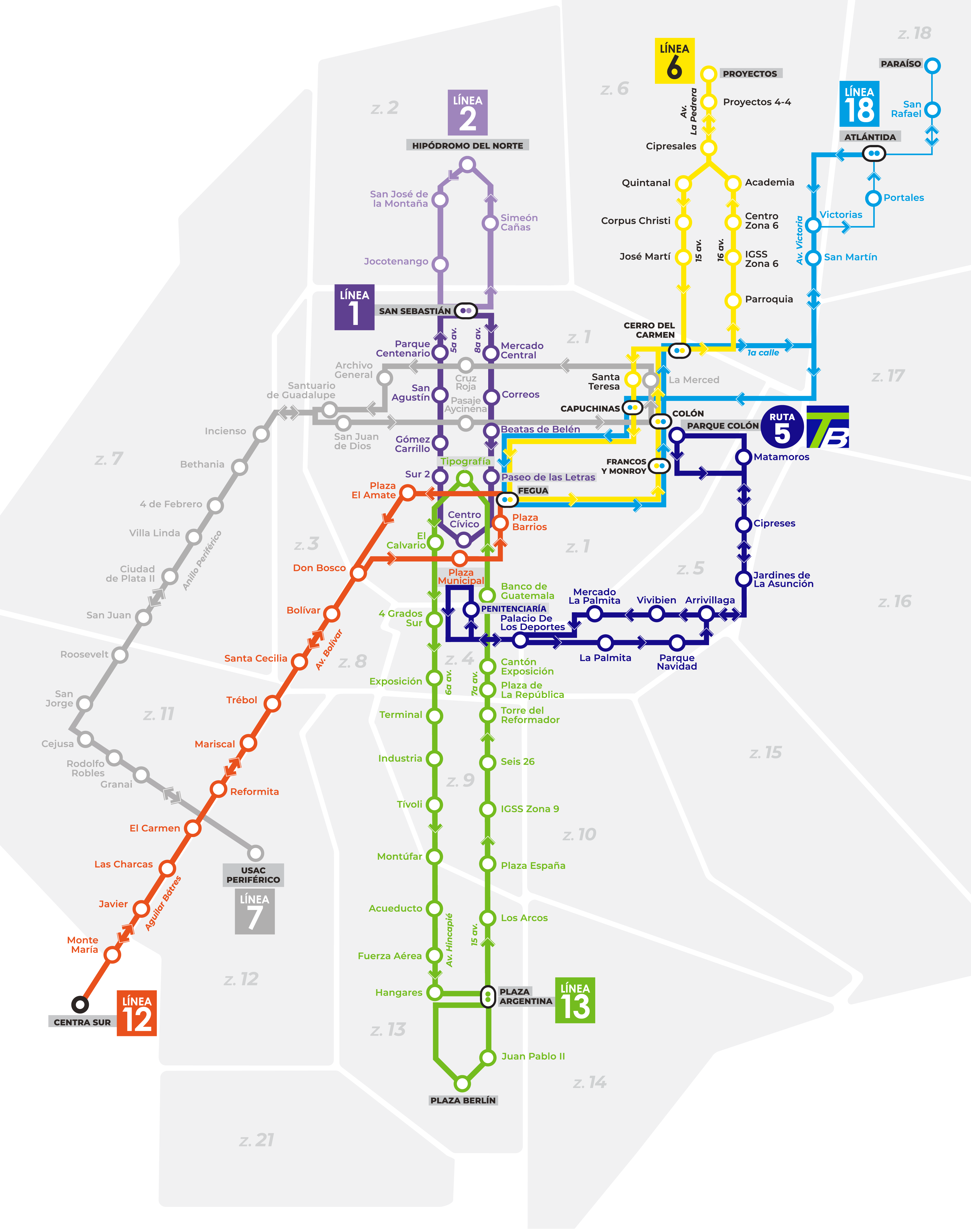
トランスメトロシステムマップ

トランスメトロ (TransMetro) は、グアテマラ共和国の首都グアテマラシティで運行されている公営のバス・ラピッド・トランジット（BRT）である。
大気汚染と通勤時間の削減のために導入され、2007年2月3日から運行開始した。旧式な車両を使用しているグアテマラシティの他のバス路線と異なり、メキシコシティのメトロブスやキトのエコビア（Ecovía）と同様に、ブラジルのCiferal社で製造されたボルボ社の近代的な車両を採用している。バスは停留所が決まっており、一般車両の通行を避けるため、一部区間で専用車線を走行する。停留所と車両は、グアテマラシティの警官によって警護されている。